# プラット・アンド・ホイットニー X-1800

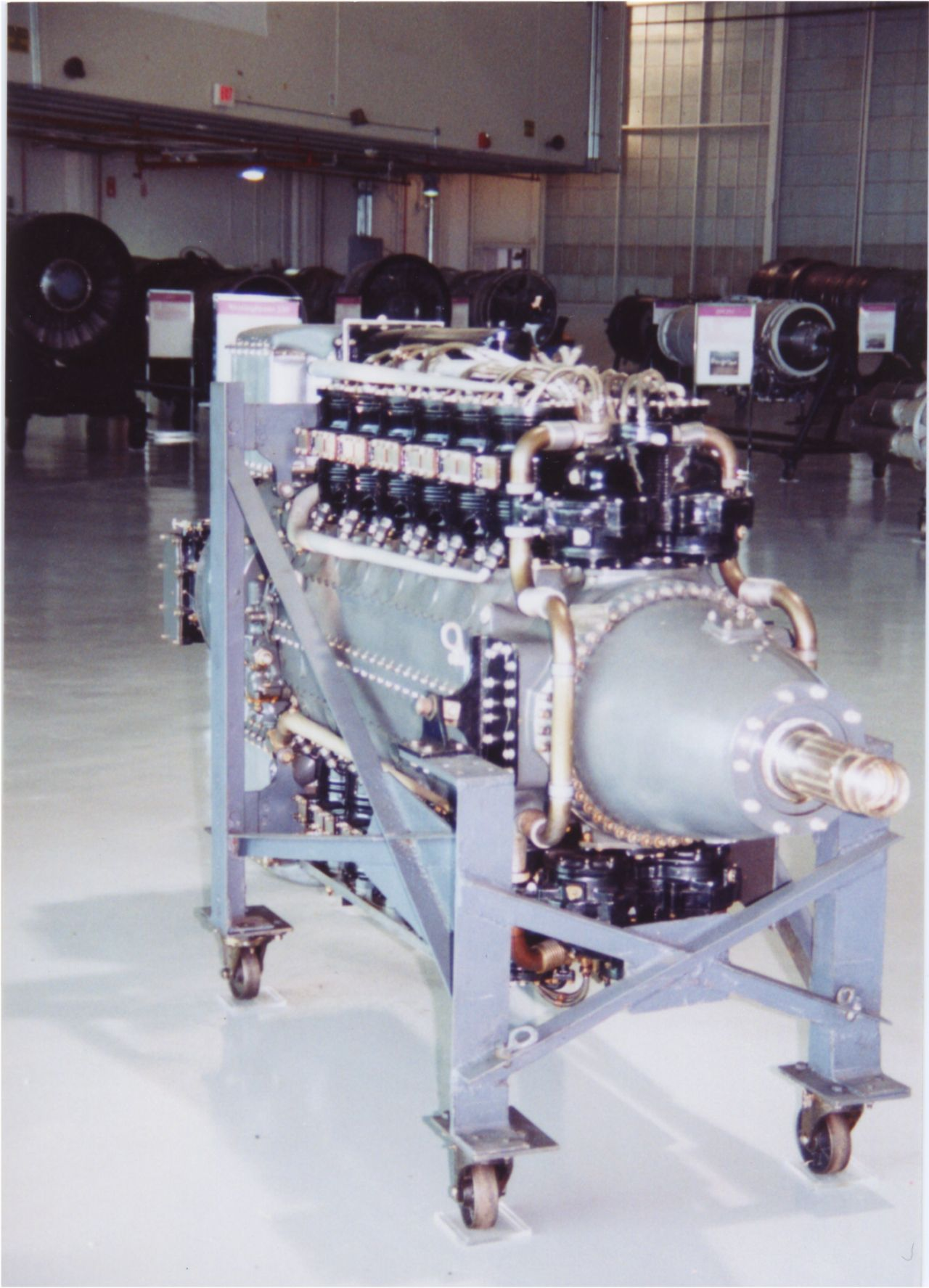
P&W X-1800の試作機

プラット・アンド・ホイットニー X-1800 、あるいは XH-2240 は、第二次世界大戦中にアメリカのプラット・アンド・ホイットニーが試作した航空機用ピストンエンジンである。

## 概要
型式は液冷H型24気筒で、排気量は42.57L（2597.7立方インチ）、高高度出力を補うターボチャージャーを搭載し、1,800馬力から2,200馬力の出力が見込まれていた。
完成時期は1942年の予定で、XP-49、XP-54、XP-55、XP-56 といった新型戦闘機の動力に選ばれるなど、大馬力の液冷エンジンとして期待されていたが、試作エンジンの出力は予定を割り込み、またプラット・アンド・ホイットニーとしても空冷星型エンジンに開発リソースを集中させる方針に転換したため、1940年10月に開発は打ち切りとなった。結局完成した X-1800 は試作機1基だけだった。
X-1800 の発展型として、気筒を拡大し排気量を61 Lとした H-3130 も企画されていたが、こちらもキャンセルされている。

## 主要諸元
X-1800（計画）
- タイプ：液冷H型24気筒
- ボア×ストローク：133.35 mm × 127.0 mm（5.25 in × 5.0 in）
- 排気量：42.57 L（2,597.7 in3）
- 過給器：ターボ式過給器
- 出力：1,800 - 2,000 hp